# 山名高義
山名 高義（やまな たかよし）は、南北朝時代の武将。

## 生涯
山名時氏の九男。四兄の氏清に養育されてその猶子となる。
明徳2年/元中8年（1392年）に氏清が室町幕府に反旗を翻して挙兵する（明徳の乱）とそれに付き従い、京に攻め上った。二条大宮において幕府方の大内義弘率いる軍と交戦し、小林義繁と共に戦死した。

## 参考資料
- 『寛政重脩諸家譜 第一輯』國民圖書、1922年12月30日。
- 下沢敦「南北朝合一に伴う大犯三箇条の変化について」『共栄学園短期大学研究紀要』第21巻、共栄学園短期大学、2005年1月1日、1-42頁。

| スタブアイコン | サブスタブ | この項目は、まだ閲覧者の調べものの参照としては役立たない、人物に関連した書きかけの項目です。この項目を加筆・訂正などしてくださる協力者を求めています（P:人物伝/PJ:人物伝）。 |